# Le Christ détaché de la Croix
Le Christ détaché de la Croix est une sculpture de la première moitié du XIIe siècle. Elle est conservée et exposée au Louvre à Paris, en France.

## Description

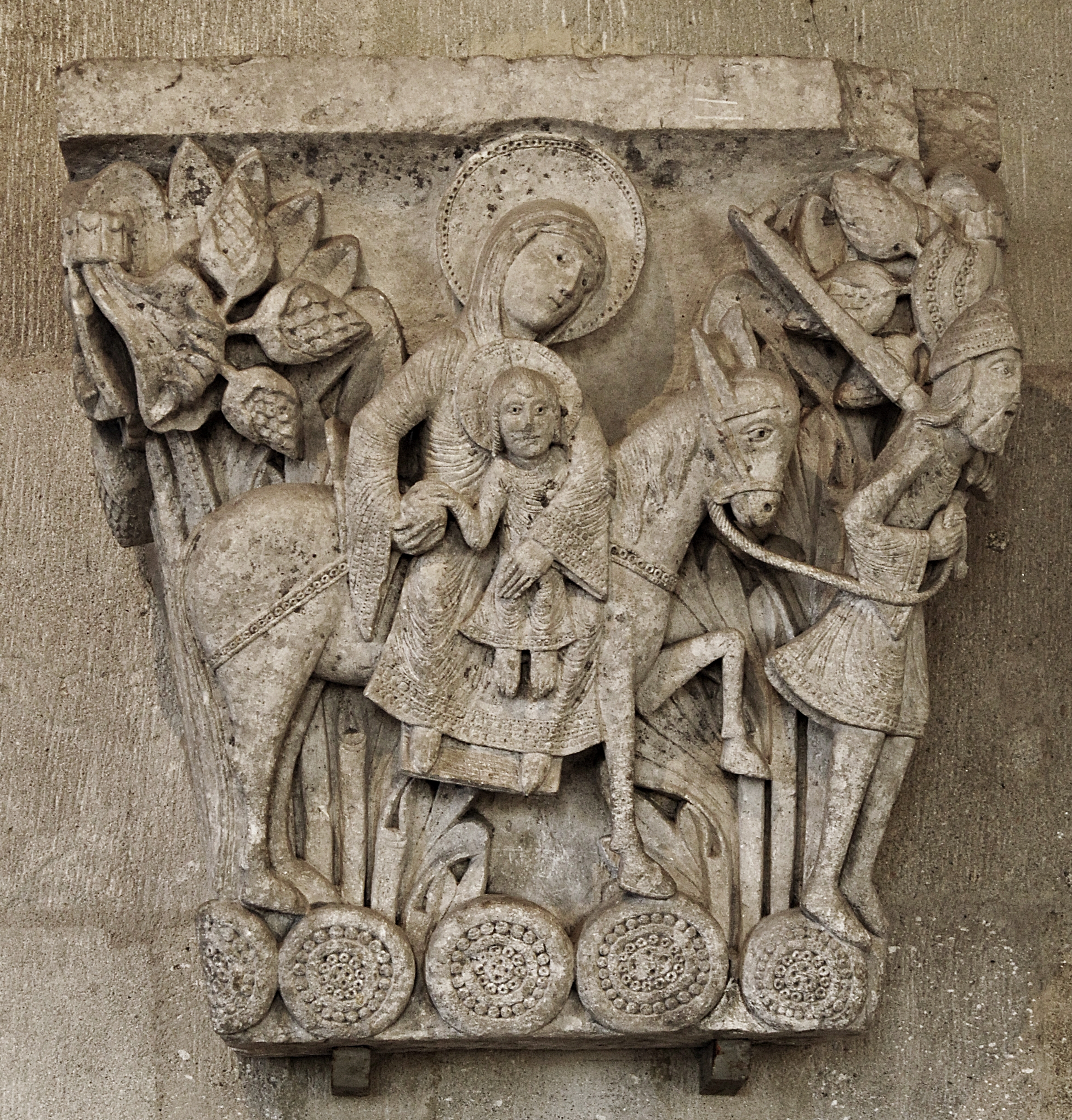
Chapiteau de la fuite en Égypte
Cathédrale d'Autun

Le Christ détaché de la Croix  se caractérise par une représentation non réaliste. Le corps a des formes très allongées avec un drapé avec des plis doubles caractéristique de la sculpture romane bourguignonne. Le Christ est représenté avec les yeux fermés. Les traits du visage sont restés calmes et empreints de sérénité et ne montrent pas l'image d'un supplicié. Sa représentation est conforme à celle de la Lettre de Lentulus. Sa tête n'était pas ceinte d'une couronne d'épines, mais d'une haute couronne.
Le Christ détaché de la Croix est une sculpture en bois réalisée en Bourgogne dans la première moitié du XIIe siècle. Ce type de sculpture est assez rare à cette époque. La sculpture ne représente pas le Christ en croix, mais la descente de Croix, moment où le Christ est partiellement ou totalement décloué de la Croix par Nicodème et Joseph d'Arimathie. La représentation de ce thème comprenait un groupe de personnages qui pouvait comprendre, en plus de ceux déjà cités, la Vierge, saint Jean, plus rarement le bon larron et le mauvais larron, les Saintes Femmes, et parfois un ange. On trouve les plus anciens de ces groupes dans le nord de l'Espagne et sont attestés dans l'Italie du nord. Les groupes français ont pratiquement tous disparu.
Dans cette sculpture, seule la main droite est déclouée. Il est possible qu'il y ait eu une représentation de Nicomède en train de déclouer la main. 
La Descente de Croix se trouvant dans l'église Sainte-Nativité-Notre-Dame de Formiguères peut faire une liaison entre les groupes espagnols et cette sculpture.
Le style de cette sculpture a été rapproché de celui d'une Vierge en Majesté provenant d'Autun et se trouvant au musée des Cloisters. Au Museo dell'Opera del Duomo de Pise se trouve une Descente de Croix bourguignonne datant du XIIe siècle,.
| Image 1                                       |
| Statue de la Vierge à l'Enfant The Cloisters. |

| Image 2.                                     |
| Descente de Croix de l'église de Formiguères |

| Image 3                                                            |
| Descente de Croix bourguignonne Museo dell'Opera del Duomo (Pise). |

## Histoire
Exposée en 1878 à la rétrospective de sculpture du Trocadéro, celle-ci fut étudiée par Louis Courajod en 1884 qui en devint propriétaire avant d'en faire don au musée du Louvre en 1895.